# Teodard z Narbonne
Teodard z Narbonne (fr.) Théodard (ur. ok. 840 w Montauban, zm. 893 tamże) – święty katolicki, francuski biskup.
Ukończywszy studia w Tuluzie, po otrzymaniu w 878 roku święceń kapłańskich mianowany był archidiakonem, a następnie 15 sierpnia 885 konsekrowany na biskupa Narbony. Paliusz otrzymał w Rzymie z rąk papieża Stefana VI w 886 roku. Odbudował katedrę (fr.) Cathédrale Saint-Just-et-Saint-Pasteur de Narbonne i przywrócił miejscowe biskupstwo. Brał udział w synodzie, który odbył się w Meung-sur-Loire w 891 roku. Jako arcybiskup zapamiętany został z opieki jaką roztaczał nad ofiarami najazdów saraceńskich. Zmarł w klasztorze. Pochowany w opactwie benedyktyńskim w Montauriol.
Jego wspomnienie obchodzone jest 1 maja, a także 11 maja.

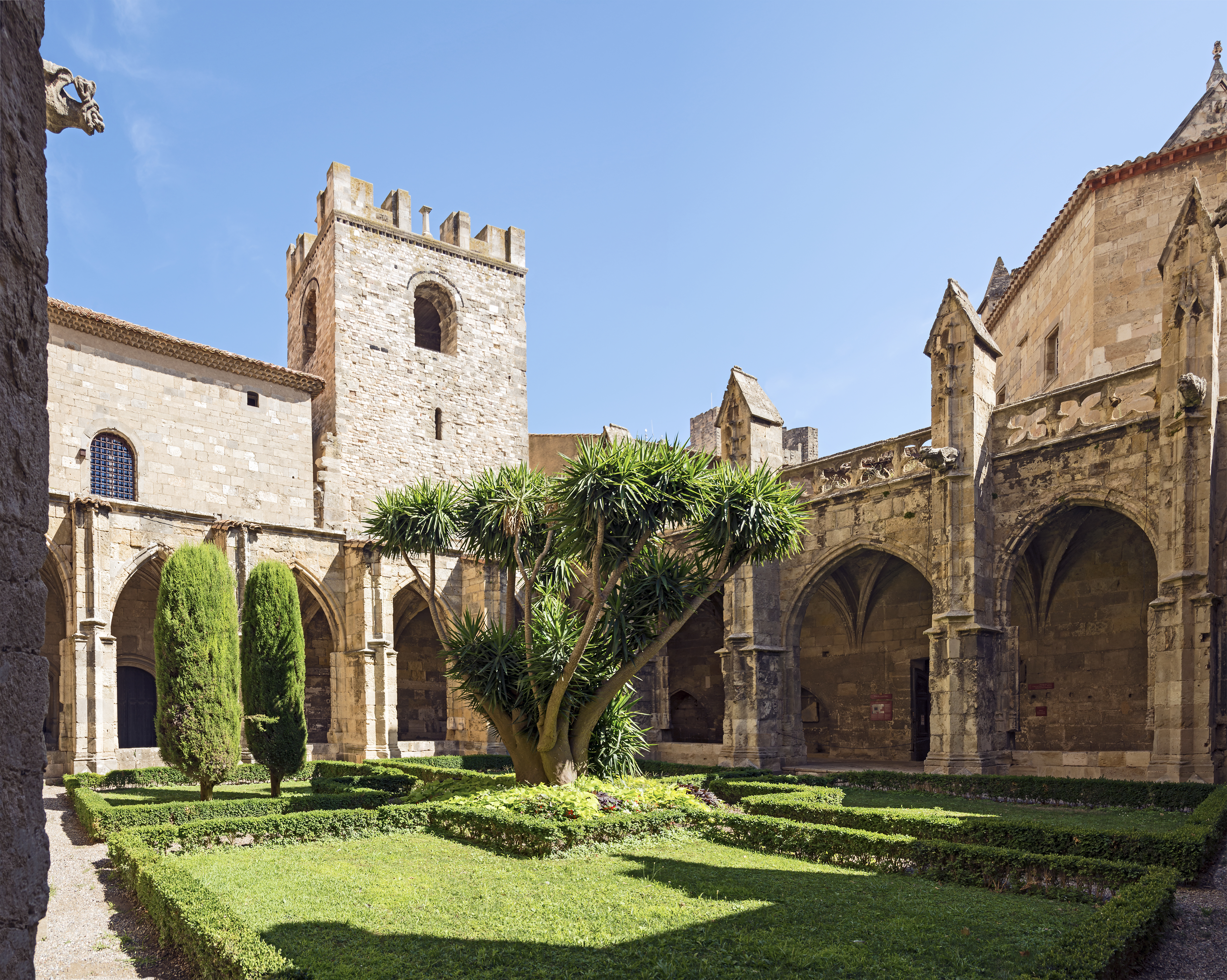
Kościół pw. Teodarda w Narbonne.
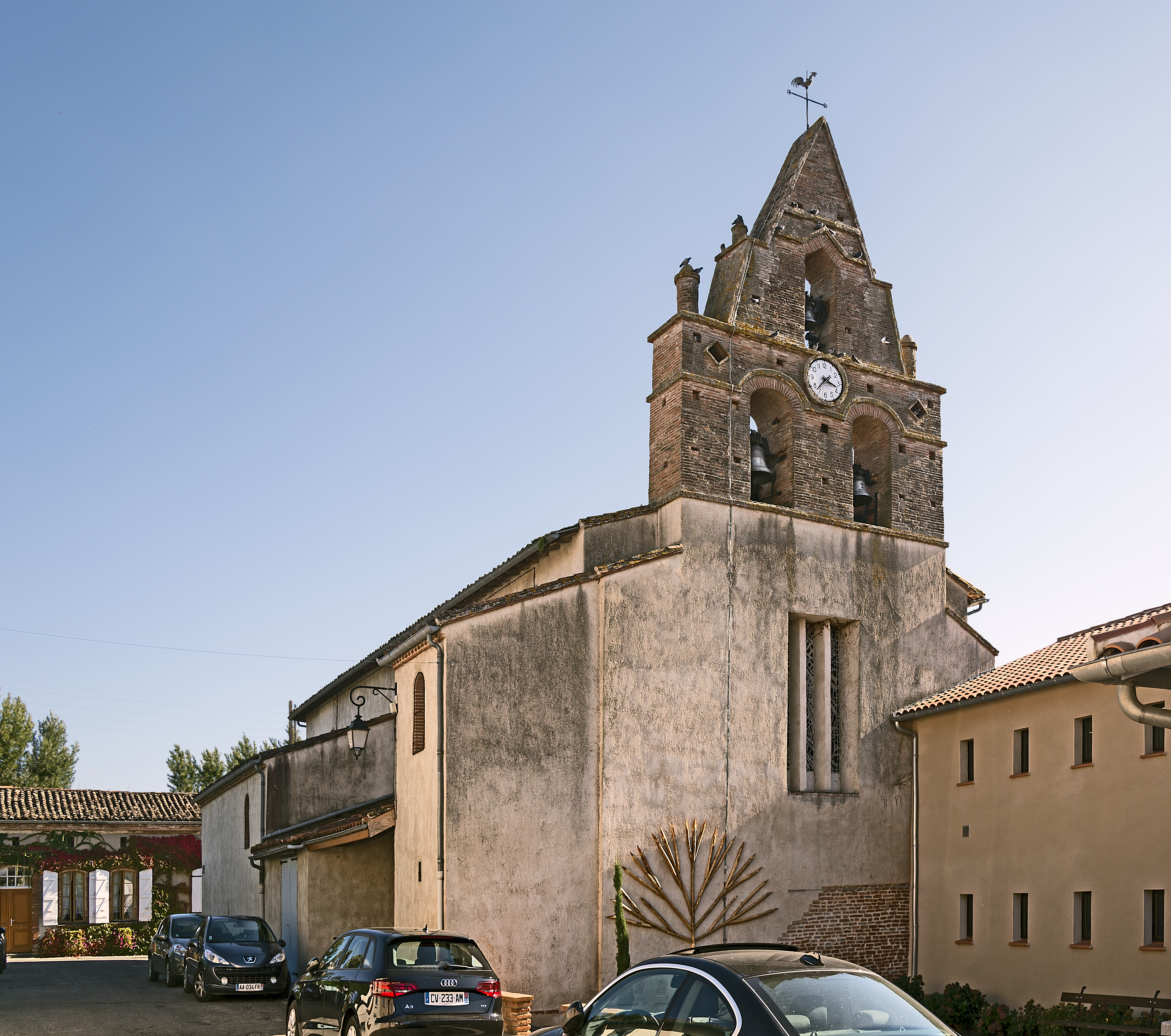
Kościół pw. Teodarda Villebrumier